# Франц II
Франц II или Франц I Йозеф Карл (на немски: Franz II, Franz I Joseph Karl) от династията Хабсбург-Лотаринги, е последният император на Свещената Римска империя (1792 – 1806) и първият австрийски император (1804 – 1835), а също и унгарски и бохемски крал, под името Ференц I. Управлява по времето на Наполеоновите войни и след редица поражения е принуден да закрие Свещената Римска империя. Вътрешната политика на Франц II се характеризира като реакционна срещу либералните реформи на своите предшественици.
След смъртта си през 1835 година е наследен от слабохарактерния си син Фердинанд I.

## Произход и ранни години
Ерцхерцог Франц Йозеф Карл е най-възрастният син на великия херцог на Тоскана Петер Леополд (1747 – 1792), като Леополд II император на Свещената Римска империя (1790 – 1792), и съпругата му Мария-Лудовика Бурбон-Испанска (1745 – 1792), дъщеря на испанския крал Карлос III и съпругата му Мария-Амалия Сакска.
В началото той е определен за престолонаследник след бездетния му чичо император Йозеф II (1741 – 1790) и след баща си. Чичо му отива в Тоскана и завежда 16-годишния във Виена и го обучава. По желание на Йозеф II младият Франц е на фронта през Австро-турска война (1787 – 1791). След смъртта на чичо му през 1790 г. на трона се възкачва баща му Леополд II, но след две години умира на 1 март 1792 г. Франц наследява баща си на трона.
- Император Франц II, 1792
- Франц I (1831)

## Фамилия
Първи брак: на 6 януари 1788 г. във Виена с принцеса Елизабет Вюртембергска (1767 – 1790), дъщеря на херцог Фридрих II Ойген и съпругата му принцеса Фридерика Доротея фон Бранденбург-Швет. С нея той има една дъщеря:
- Луиза Елизабет (1790 – 1791)

- Елизабет Вюртембергска

Втори брак: на 15 август 1790 г. във Виена с братовчедката си Мария-Тереза Бурбон-Неаполитанска (1772 – 1807), дъщеря на Фердинанд IV Неаполитански, крал на Двете Сицилии, и на ерцхерцогиня Мария-Каролина Австрийска. Децата от този брак са:
- Мария-Луиза Австрийска (1791 – 1847)

1. ∞ 1810 император Наполеон I
2. ∞ 1821 граф Адам Адалберт фон Найперг (1775 – 1829)
3. ∞ 1834 граф Шарл Рене (1785 – 1856)

- Фердинанд I (1793 – 1875), император на Австрийската империя, ∞ 1831 принцеса Мария-Анна Савойска, дъщеря на крал Виктор-Емануил I от Сардиния-Пиемонт и съпругата му ерцхерцогиня Мария Тереза Австрийска-Есте от Австрия-Модена д’Есте
- Каролина Леополдина (1794 – 1795)
- Каролина Луиза (1795 – 1799)
- Мария-Леополдина Австрийска (1797 – 1826), императрица на Бразилия, ∞ 1817 император Педро I Бразилски
- Мария Клементина Австрийска (1798 – 1881), ∞ 1818 принц Леополд от Неапол-Сицилия, херцог на Салерно, син на крал Фердинанд I от двете Сицилии и съпругата му ерцхерцогиня Мария-Каролина Австрийска
- Йозеф Франц (1799 – 1807)
- Мария Каролина Австрийска (1801 – 1832), ∞ 1819 крал Фридрих Август II Саксонски
- Франц Карл Австрийски (1802 – 1878), ерцхерцог, ∞ 1824 принцеса София Фридерика Баварска (1805 – 1872), дъщеря на крал Максимилиан I; баща на император Франц Йосиф и Максимилиан I, император на Мексико
- Мария Анна (1804 – 1858).
- Йохан Непомук (1805 – 1809)
- Амалия (1807 – 1807)

- Мария-Тереза Бурбон-Неаполитанска
съпруга
- Мария-Луиза
дъщеря
- Фердинанд I
син
- Мария-Леополдина
дъщеря
- Мария Клементина
дъщеря
- Мария Каролина
дъщеря
- Франц Карл
син

Трети брак: на 6 януари 1808 г. във Виена с братовчедка си принцеса Мария-Людовика де Австрия-Есте (1787 – 1816), дъщеря на ерцхерцог Фердинанд Кар; и съпругата му принцеса Мария Беатриче д’Есте. Понеже Мария Людовика е болна, бракът е бездетен.

- Мария-Людовика де Австрия-Есте

Четвърти брак: на 10 ноември 1816 г. във Виена с принцеса Каролина Августа Баварска (1792 – 1873), дъщеря на крал Максимилиан I Йозеф. Бракът е бездетен.

- Каролина Августа Баварска

Императорът обича всичките си четири съпруги.